# Жерделівська сільська рада
Жерделівська сільська рада — колишня адміністративно-територіальна одиниця та орган місцевого самоврядування у Андрушівському районі Житомирської області Української РСР з адміністративним центром у селі Жерделі.

## Населені пункти
Сільській раді на час ліквідації були підпорядковані населені пункти:
- с. Жерделі

## Історія та адміністративний устрій
Створена 1941 року в с. Жерделі Крилівської сільської ради Андрушівського району Житомирської області. У 1941—43 роках — сільська управа.
Станом на 1 вересня 1946 року сільська рада входила до складу Андрушівського району Житомирської області, на обліку в раді перебувало с. Жерделів.
8 червня 1953 року територію ради та с. Жерделі приєднано до складу Каменівської сільської ради Вчорайшенського району Житомирської області.